# 一王山町
一王山町（いちのうさんちょう）は神戸市灘区の町名。住居表示実施済み。丁番を持たない単独町名である。
令和2年国勢調査（2020年10月1日）における世帯数は525、人口1,029で内男性501人・女性528人。郵便番号は657-0012。（地図 - Google マップ）

## 地理
東は石屋川を挟んで桜ケ丘町、南は寺口町、西は兵庫県道95号灘三田線を挟んで六甲台町、北は鶴甲、北東は背山の高羽と隣接する。

## 歴史

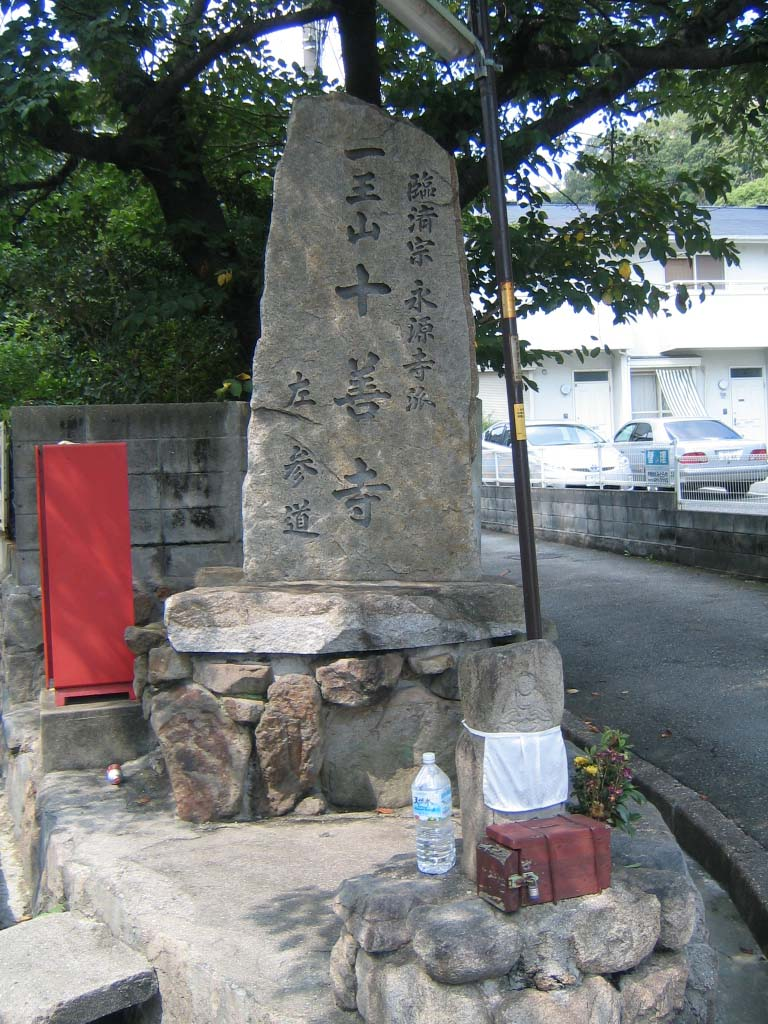
十善寺参道の案内碑

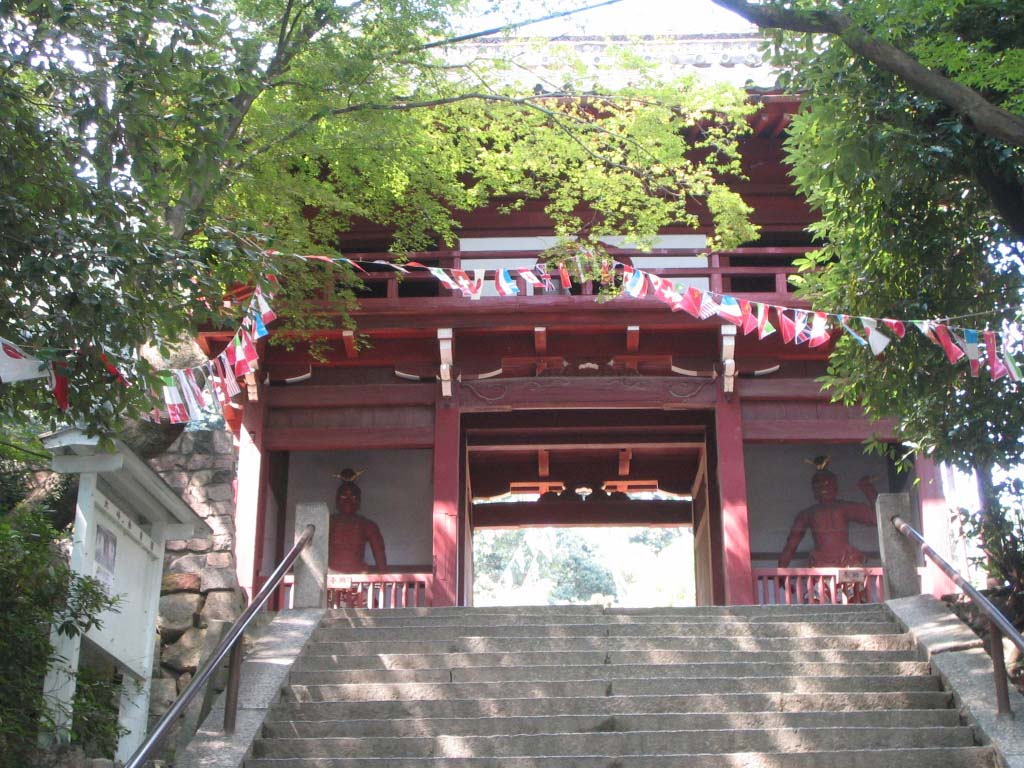
十善寺山門

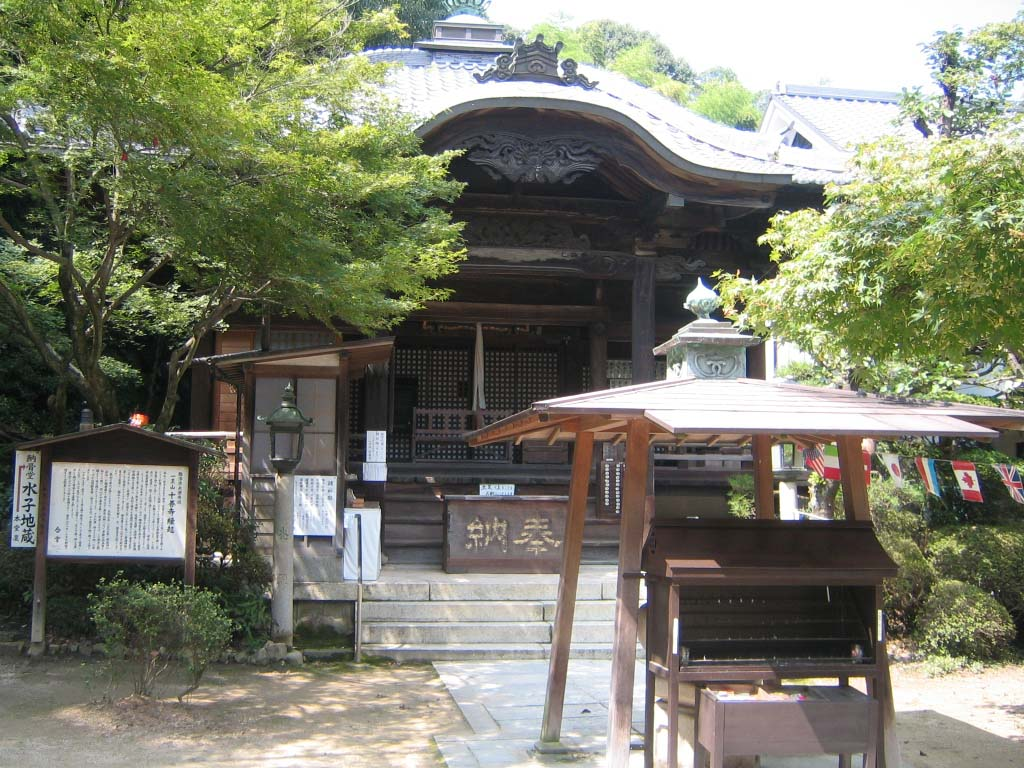
十善寺本堂

昭和31年（1956年）2月、高羽字カミカから成立した。

### 由来
一王山十善寺（北緯34度43分45.4秒 東経135度14分21.6秒 / 北緯34.729278度 東経135.239333度）があることからこの町名が付いた。南隣の寺口町はその入り口を意味する。
十善寺はもともと赤松町の神戸大学経済学部のところにあったが、元弘3年（1333年）に赤松則村（円心）が播磨から攻め上り、摩耶山城に拠って北条軍と戦った際に、戦略拠点として利用され、2度焼けており、宝暦年間（1751～64年）に現在の形に整ったという。
元の寺の南に2つの尾根があり、それぞれ一の尾、二の尾と呼ばれ、一の尾は中世文書に「市尾山」とある。一王山はそれをもじったもので、「王は十善神は九善」といわれるところから十善寺としたという。
しかし芝晃によれば、六甲ケーブル線路の東尾根を「一の尾」、線路敷の谷を「一の谷」と呼び、六甲ケーブル下駅の東から油コブシ道を登ると清水山南側にやや平面の台地があり、「展望用の椅子が置かれている西側一帯に十善寺があった、と同寺で聞いた」といい、赤松町から随分離れており、創建の地がどちらになるのかははっきりしなくなる。
旧字名のカミカは神の岡の事といわれる。しかし「六甲村誌」稿には「蟹加」とあり、「カニカ」とすれば「カネ」「クネ」と同様曲がりくねったところをいう。